# Multikabel (bedrijf)
Multikabel (of MultiKabel) was een aanbieder van televisie, radio, internet en telefonie via de kabel in de Nederlandse provincie Noord-Holland. Multikabel is ontstaan in 1984 als dochteronderneming van het gasbedrijf Gasvoorziening Kop Noord-Holland onder de naam Kabeltelevisie Kop Noord-Holland N.V. In 1988 werd het bedrijf hernoemd in Multikabel.
In 1996 startte Multikabel in samenwerking met Kabel Haarlem, Kabeltex en CAI Deelneming (De Alkmaarse Kabel) met het aanbieden van internet via de kabel onder de naam MultiWeb. MultiWeb werd in juli 1999 overgenomen door het Finse Sonera die al internet aanbood onder de naam QuickNet. In augustus 2000 werd Multikabel overgenomen door het Duitse kabeltv-bedrijf PrimaCom voor € 368 miljoen. In mei 2001 trok Sonera zich terug uit Nederland en verkocht deze zijn kabelinternetprovider QuickNet aan PrimaCom. Het bedrijf bestond vanaf dat moment uit twee bedrijven: Multikabel en QuickNet. QuickNet was een dochtermaatschappij waarin onder andere de afdeling Customer Service en de internettak van het bedrijf waren ondergebracht. Bij elkaar hadden beide bedrijven in 2007 een 600-tal medewerkers en bedienden zij 316.000 huishoudens. Multikabel stond, in tegenstelling tot het toenmalige @Home en Casema, bekend om de goede klantenservice en helpdesk. In februari 2000 kocht het het Haarlemmermeerse kabelbedrijf Communikabel over van het Duitse Westfalische Gasversorgung die kort daarvoor het nutsbedrijf (gas en kabel) van de gemeente had overgenomen.

## Verkoop aan Warburg Pincus
In 2005 werd Multikabel verkocht aan Warburg Pincus. Warburg betaalde € 515 miljoen aan het Duitse kabeltv-bedrijf PrimaCom. Multikabel had op het moment van overname door Warburg Pincus zo’n 315.000 klanten, vooral in de kop van Noord-Holland.
Warburg Pincus nam, samen met Cinven, in juli 2006 ook Casema over, en in januari 2007 volgde Essent Kabelcom, dat sindsdien door het leven gaat als @Home. De drie bedrijven begonnen met een fusie, en waren tijdelijk ondergebracht in het nieuwe Zesko Holding. Vanaf 16 mei 2008 zijn ze samen verdergegaan onder de naam Ziggo.
Samen met Casema en @Home bood Multikabel digitale televisie en hdtv aan met DVB-decoders, die signaal vercijferen met behulp van het Irdeto-systeem. Voor de levering van internet werd gebruikgemaakt van Eurodocsis.